# Kyz Žibek
Kyz Žibek (kazašsky: Қыз Жібек) je kazašská národní lyricko-epická báseň, nazvaná jménem hlavní hrdinky. Svým významem jde o kazašskou obdobu dramatu Romeo a Julie – vypráví příběh o lásce, přátelství a pomstě, ale i o patriotismu.
Kyz Žibek je mladá krásná kazašská dívka, o kterou usilují dva sokové. Ona sama miluje jednoho z nich. Oba dvořící se muži svádějí o její srdce boj a ona sama přijde s nápadem, že ji získá ten, jehož šíp si vybere se zavázanýma očima. Nakonec si vybere skutečně šíp toho, kterého sama miluje. Druhý to však nedokáže unést a svého soka zabije.